# Лиска андійська
Лиска андійська (Fulica ardesiaca) — водоплавний птах родини пастушкових, що мешкає в Андах.

## Опис

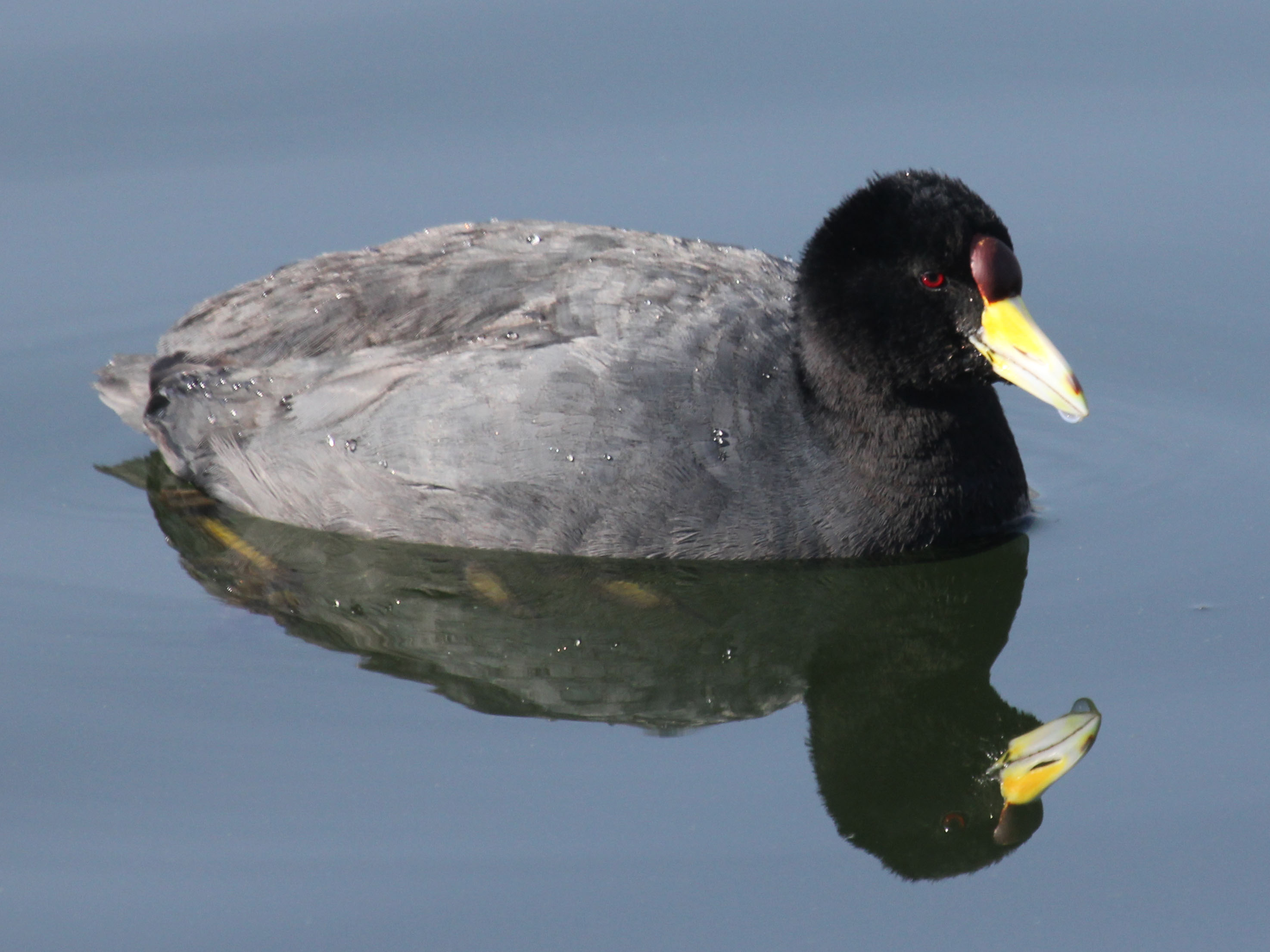
Морфа андійської лиски (жовта воковиця, червоний щиток

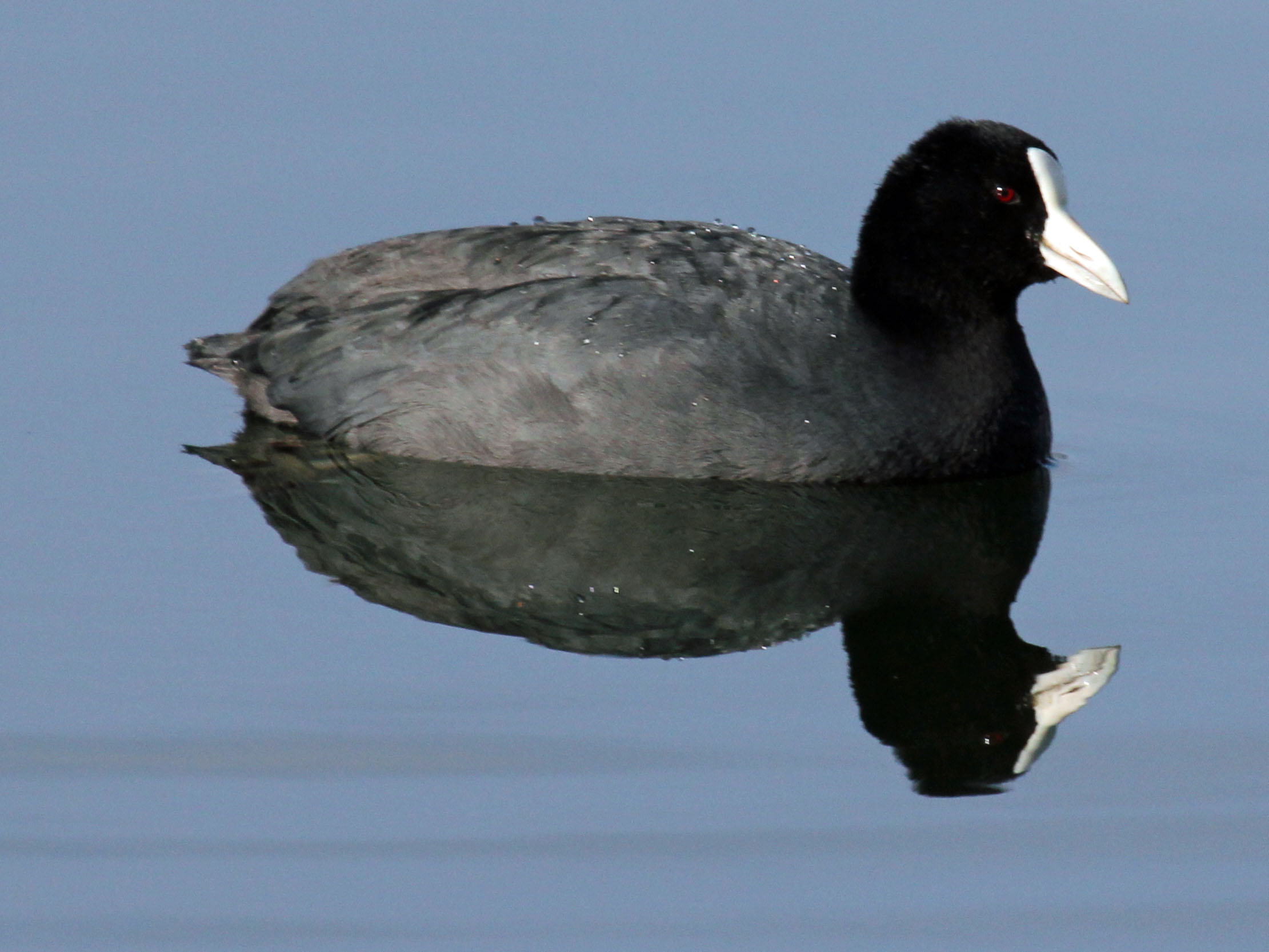
Морфа андійської лиски (біла восковиця, білий щиток

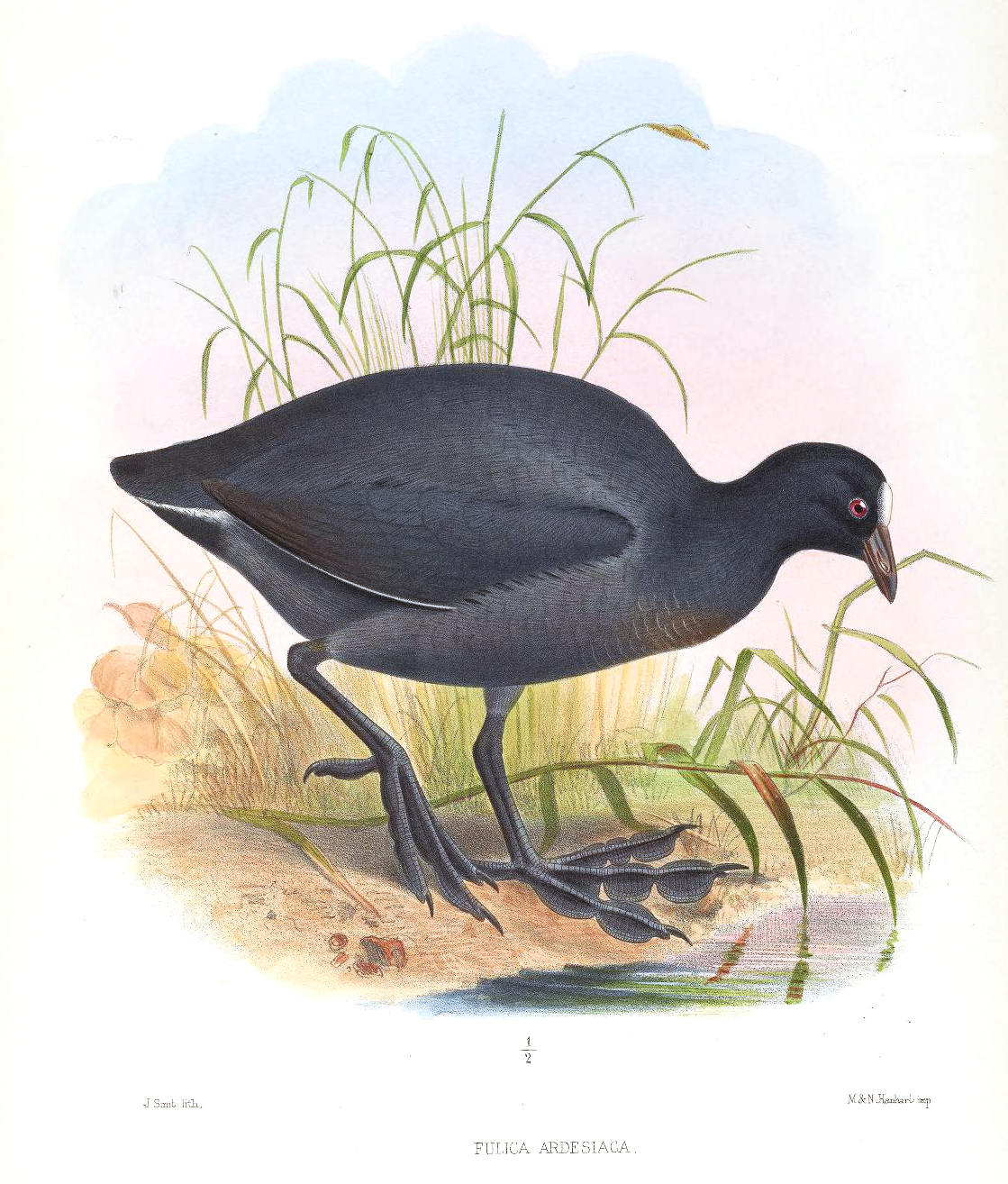
Малюнок Йозефа Сміта, 1869 рік.

Довжина птаха приблизно 46 см. Вона більша за розміром, ніж звичайна лиска, однак менша від гігантської і рогатої лисок. Андійська лиска сірого кольору, з темнішою, майже чорною головою і шиєю. Частково біла гузка і біла смуга на нижній стороні тіла помітні лише під час польоту. Колір восковиці і «щитка» на лобі, притаманного для лисух, різниться в залежності від морфи. Сполучення білої восковиці й білого (іноді жовтого) щитка частіше зустрічається в Еквадорі і центральній частині Перуанських Анд, а сполучення жовтої восковиці й червоного (іноді коричневого) щитка зустрічається на північному заході Аргентини, в Чилі, на перуанському узбережжі і на півдні Перуанських Анд, особливо в околицях озера Тітікака. В Перу можна зустріти одночасно дві морфи. Дзьоб сірий, очі червоні, ноги зеленувато-сірі або блакитнувато-сірі. Виду не притаманний статевий диморфізм..

## Раціон
Андійська лиска харчується водною рослинністю. Вона може пірнати на глибину 2–5 м в пошуках їжі.

## Розмноження
В Перу сезон розмноження триває з квітня по вересень, в Болівії з липня по серпень (в сухий сезон), в Чилі з листопада по січень (південним літом). Це моногамний птах. Гніздо будується з комишів або іншої водної рослинності. Зазвичай у виводку 4–5 пташенят.

## Поширення
Андійська лиска мешкає у високогір'ї Анд, від південної Колумбії до північної Аргентини. Також андійська лиска мешкає на узбережжі Перу, в районі Ліми і далі до чилійського кордону. Таким чином, андійська лиска мешкає у двох різних середовищах: на андських озерах на висоті 2200–4700 м над рівнем моря і в прибережній зоні (здебільшого в Перу, в Еквадорі й Чилі андійська лиска мешкає тільки на високогір'ї)

## Збереження
Це численний і поширений птах. МСОП вважає цей вид таким, що не потребує особливих заходів зі збереження.